# Preganziol
Preganziol es una localidad y comune italiana de la provincia de Treviso, región de Véneto, con 17.005 habitantes.

## Evolución demográfica
| Gráfica de evolución demográfica de Preganziol entre 1861 y 2001 |
|                                                                  |
| Fuente ISTAT - elaboración gráfica de Wikipedia                  |